# Pierre Jonckheer
Pierre H.L. Jonckheer, né le 10 mai 1951 à Namur, est un homme politique belge wallon, membre d'Ecolo.

## Biographie

### Carrière professionnelle
En 1974, il obtient une licence en sciences économiques à l'université catholique de Louvain (UCL).
Il est assistant à l'UCL (1975-1981), puis chercheur indépendant (1981-1985), chercheur (1986-1989), et enfin directeur (1989-1991) de l'Observatoire social européen à Bruxelles. Il quitte le secteur privé lors de sa désignation comme sénateur provincial en décembre 1991 pour Écolo.

### Carrière politique
De 1991 à 1999, Pierre Jonckheer est membre du Sénat, où il préside le groupe Écolo. En 1999, il devient député au Parlement européen, où il siège au sein du Groupe des Verts/Alliance libre européenne, dont il est vice-président. Il est réélu en 2004.
De 2008 à 2016, il préside la Green European Foundation dont il est un des fondateurs.